# Filip Ugran
Filip Ugran (Marosvásárhely, 2002. szeptember 12. –) román autóversenyző, jelenleg a Prema Racing versenyzője a Hosszútávú-világbajnokságban.

## Karrier kezdete: olasz és spanyol F4
2019-2020 között az Olasz Formula–4-bajnokság versenyzője volt. 2020-ban egy forduló erejéig résztvett a Spanyol Formula–4 bajnokságban, ahol a Circuit Paul Ricard-on rendezett versenyhétvégén a három futamból kettőt megnyert, a harmadikon pedig második lett. Ez 55 pontra volt elég, és 10. lett a teljes szezon ranglistáján, úgy is, hogy csak abban az egy fordulóban vett részt.

## Formula–3
2021-ben a Formula–3-as bajnokságban versenyzett a Jenzer Racing tagjaként, csapattársa a későbbi Formula–2-es versenyző, Calan Williams volt. Ugran jelentősen alulmaradt a többi versenyzőhöz képest, egyszer sem sikerült pontot szereznie.
2022-ben tesztpilótaként tevékenykedett a Formula–3-ban. Azonban mivel Szmoljart nem engedték be az Egyesült Királyságba, a silverstone-i fordulón beülhetett a kocsijába a román versenyző.

## Búcsú a formaautóktól - WEC
2023-ban bejelentették, hogy Ugran a Hosszútávú-világbajnokságba (FIA World Endurance Championship) igazolt át, a Prema Racing csapatába. A csapattársai a Toyota F1 ex-tesztpilótája Andrea Caldarelli, és az Euroformula Open bajnokságban az év újoncának választott Bent Viscaal voltak. A trió nem kezdte jól a szezont - a sebringi 1000 mérföldes versenyen egy kisebb versenybaleset miatt csak a 8. helyen értek be. A portimãoi versenyen már sikeresebbek voltak - nagyrészt Ugranak köszönhetően ötödik helyen intette le őket a kockás zászló.